# Himantozoumella
Himantozoumella is een monotypisch mosdiertjesgeslacht uit de familie van de Bugulidae en de orde Cheilostomatida

## Soorten
- Himantozoumella amaltheae d'Hondt & Schopf, 1985